# Bothropoides jararaca
Bothropoides jararaca là một loài rắn trong họ Rắn lục. Loài này được Wied mô tả khoa học đầu tiên năm 1824.

## Hình ảnh

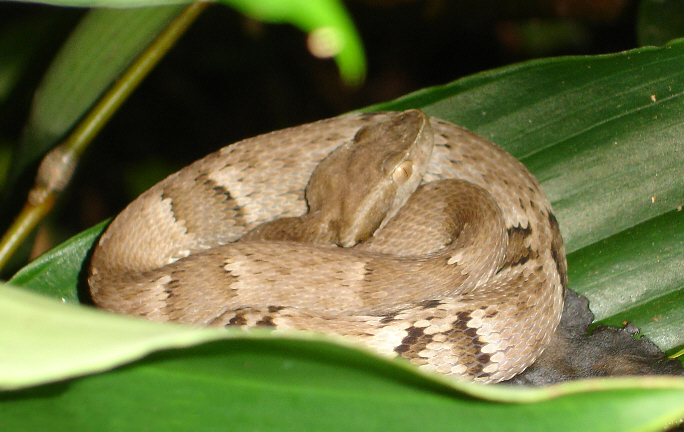